# كأس السويد 1941
كأس السويد 1941 (بالسويدية: Svenska cupen i fotboll 1941)‏ هو موسم من كأس السويد. أقيم خلال الفترة 1941 وحتى 26 أكتوبر 1941، وأشرف على تنظيمه اتحاد السويد لكرة القدم، وكان عدد الأندية المشاركة فيه 32، وفاز فيه نادي هلسينغبورغ.

## نتائج الموسم
| المركز | فريق            | لعب | ف | ت | خ | له | عليه | ف.أ | نقاط | ملاحظة |
| ------ | --------------- | --- | - | - | - | -- | ---- | --- | ---- | ------ |
|        | نادي هلسينغبورغ |     |   |   |   |    |      |     |      |        |